# Парламентские выборы в Италии (2022)
25 сентября 2022 года состоялись внеочередные выборы в национальный парламент Италии XIX созыва, вызванные политическим кризисом в Италии, из-за чего правительство Драги было вынуждено подать в отставку. По итогу, партии не смогли сформировать коалицию, из-за чего президент Италии Серджо Маттарелла объявил 21 июля о роспуске парламента и организации новых выборов. В этот же день прошли региональные выборы в Сицилии. По итогу, была сформирована коалиция ультраправых сил во главе ультраправой партии «Братья Италии», заполучив абсолютное большинство в парламенте. В 10:00, 22 октября 2022 года, правительство под руководством Джорджи Мелони, официально приступило к работе.

## Предыстория

### Политический тупик. Первое правительство Конте
По итогам выборов 2018 года, ни одна из политических сил не смогла взять абсолютное большинство в парламенте страны, создав угрожающую ситуацию для правительства и политической стабильности. По итогу, первое место заняла коалиция правого центра во главе Лиги Севера, второе место — единолично Движение пяти звёзд, а уже третье — левоцентристы, из-за чего лидер ДП подал в отставку, взяв на себя вину за плохие результаты по итогу выборов. В результате крайне долгих и затяжных переговоров, было сформировано первое правительство Конте, после чего то было объявлено «первым полностью популистским правительством в Западной Европе».
В результате выборов в Европейский Парламент 2019 года, Лига смогла получить 34 % мест от Италии, став фактически влиятельнейшей партией в стране, из-за чего Лига объявила об вотуме недоверия правительству с целью распада правительства и парламента, организации экстренных перевыборов в рамках попытки занять абсолютное большинство мест в стране на фоне успеха выборов в Европарламент. По итогу, произошёл парламентский кризис, где Лига была обвинена в попытке развала правительства и дестабилизации политической ситуации в стране ради своих интересов, а правительство Конте подало в отставку.

### Второе правительство Конте
По итогу политического кризиса и самороспуска парламента, более недели обсуждалась новая коалиция, в частности между ДПЗ и ДП, из-за чего президент был вынужден объявить о втором раунде переговоров, так и не дождавшись формирования коалиции в короткие сроки.
По итогу, движение и демократы смогли договориться о формировании новой коалиции, из-за чего Конте был вызван в Квиринальский дворец для формирования нового правительства. 4 сентября было сформировано второе правительство Конте. Однако, из состава ДП вышла группа депутатов, сформировавшая новую партию — Живая Италия, выступая против союза с ДПЗ, но вскоре также войдя в состав правительства для недопущения к власти Лиги. Однако та в начале 2021 года выйдет из правительства и коалиции, спровоцировав очередной правительственный кризис. Несмотря на вотум доверия, который правительство смогло получить, оно всё же подало в отставку, не сумев заручиться абсолютным большинством голосов в Сенате.

### Правительство Драги
После долгих и провальных попыток переговоров о третьем правительстве Конте, спустя месяц с начала кризиса было объявлено о создании коалиции Национального Единства, куда вошли все партии, за исключением Итальянских Братьев, во главе которой был избран Марио Драги.
Из-за провала коалиции, лидеры ДП и ДПЗ были вынуждены подать в отставку, однако суд Неаполя постановил о незаконности избрания Конте на должность лидера ДПЗ, и тот в судебном порядке был отстранён от должности, по итогу чего прошло несколько долгих слушаний и партия сильно потеряла в поддержке и де-факто раскололась.
Не улучшило ситуацию и переизбрание действующего президента Италии, который был вынужден избраться повторно из-за несостоятельности его соперников, что поддержало абсолютное большинство партий, несмотря на категорическое нежелание Серджо переизбираться на второй срок.
14 июля, после многочисленных слухов и споров о коалиции, ДПЗ объявило о выходе из состава правительства, вынудив Драги подать в отставку, однако его требование было отклонено президентом в попытке спасения страны от очередного, четвёртого за четвёртый год кризиса. На этом фоне Лига также вышла из правительства, благодаря чему Драги смог успешно подать в отставку, победив на вотуме недоверия. Президент принял отставку правительства, после чего на следующий день парламент был распущен.

## Избирательная кампания
После роспуска парламента началась избирательная кампания. В рамках формирования левоцентристской коалиции, Демократическая партия официально исключила союз с Движением Пяти Звёзд, заявив, что правительственный кризис разрушил взаимоотношения между партиями. В ответ, ДПЗ обвинила ДП в высокомерии и лицемерии, а Лигу и Вперёд Италию — в запугивании нации, заявив что те будут выступать единолично и без коалиций. Движение объявило себя частью прогрессивных сил, поставив себя левее ДП. По итогу, их политическая кампания была сосредоточена вокруг минимальной зарплаты и защиты доходов граждан, а также их пособий. Демократическая партия заявила о том, что ДПЗ занимается лишь популизмом, напомнив о их союзе с Лигой и антимиграционной политикой.
Демократическая партия построила свою кампанию вокруг учреждения налога на богатство, минимальной оплаты труда, поддержку гражданских прав (в частности закон о защите от дискриминации по сексуальной ориентации), за упрощение получения гражданства для детей мигрантов, легализацию марихуаны и укрепления антифашизма в Италии, попутно критикуя закон о выборах 2017 года (назвав его худшим в истории Италии), и выставляя себя в роли щита для граждан Италии против правых сил. Итальянская социалистическая партия и Солидарная демократия объявили о вхождении в список ДП.
26 июля, итальянские левые и Зелёная Европа учредили свой альянс, предоставив совместный список для предстоящих выборов в рамках поддержки левоцентристской коалиции. Схожий альянс сформировали праворадикальные силы (Власть Народу, Коммунистическая партия возрождения и другие мелкие или региональные партии), учредив «Народный союз».
28 июля была учреждена правая коалиция, состоящая из различных правых, ультраправых (Вперёд, Италия, Лига , Братья Италии) и правоцентристских сил (Союз Центра, Поднимите настроение Италии, Мы умеренные), распределив между друг другом одномандатные округа и заочно избрав на должность премьер-министра представителя партии, что наберёт наибольшее число голосов. Коалиция активно выступала за плоский налог, конституционные реформы (превращения страны в Президентскую республику), сокращение социальных пособий, при этом не снабжая свои манифесты деталями, максимально стремясь выставить позиции на популизме, а Братья Италии, в частности на традиционных ценностях и отрицании фашистских корней и идей своей партии.

### Дебаты
| Дебаты в рамках парламентских выборов в Италии 2022 года | Дебаты в рамках парламентских выборов в Италии 2022 года | Дебаты в рамках парламентских выборов в Италии 2022 года | Дебаты в рамках парламентских выборов в Италии 2022 года | Дебаты в рамках парламентских выборов в Италии 2022 года | Дебаты в рамках парламентских выборов в Италии 2022 года | Дебаты в рамках парламентских выборов в Италии 2022 года | Дебаты в рамках парламентских выборов в Италии 2022 года | Дебаты в рамках парламентских выборов в Италии 2022 года |   |   |        |
| Дата                                                     | Организатор                                              | С — состоялись. Н — не планировались.                    | С — состоялись. Н — не планировались.                    | С — состоялись. Н — не планировались.                    | С — состоялись. Н — не планировались.                    | С — состоялись. Н — не планировались.                    | С — состоялись. Н — не планировались.                    | С — состоялись. Н — не планировались.                    |   |   |        |
| Дата                                                     | Организатор                                              | Правоцентристы                                           | Левоцентристы                                            | ДПЗ                                                      | Д — ЖИ                                                   | И                                                        | НС                                                       | Источник                                                 |   |   |        |
| -------------------------------------------------------- | -------------------------------------------------------- | -------------------------------------------------------- | -------------------------------------------------------- | -------------------------------------------------------- | -------------------------------------------------------- | -------------------------------------------------------- | -------------------------------------------------------- | -------------------------------------------------------- | - | - | ------ |
| Дата                                                     | Организатор                                              | 8 авг                                                    | La7                                                      | Н                                                        | Н                                                        | Н                                                        | Н                                                        | Источник                                                 | С | С | [ 54 ] |
| 23 авг                                                   | Comunione e Liberazione                                  | С                                                        | С                                                        | Н                                                        | С                                                        | Н                                                        | Н                                                        | [ 55 ]                                                   |   |   |        |
| 4 сен                                                    | Ambrosetti Forum                                         | С                                                        | С                                                        | С                                                        | С                                                        | Н                                                        | Н                                                        | [ 56 ]                                                   |   |   |        |
| 12 сен                                                   | Corriere della Sera                                      | С                                                        | С                                                        | Н                                                        | Н                                                        | Н                                                        | Н                                                        | [ 57 ]                                                   |   |   |        |

## Результаты выборов
В результате рекордно низкой явки избирателей, партия Мелони неожиданно и сенсационно стала крупнейшей и доминирующей партией, набрав 26 % голосов, хотя ещё на прошлых выборах та едва перешла процентный барьер. По итогу, коалиция правых сил смогла занять абсолютное большинство в парламенте страны. Основной причиной победы правых сил послужил Закон о выборах в Италии от 2017 года, который устанавливал смешанную пропорциональную систему. Так, коалиция правых, фактически получив 44 % голосов, смогла победить 83 % одномандатных округов по мажоритарной части смешанной системы, обеспечив себе победу даже с общим меньшинством проголосовавших за них. Как считается, основной причиной в принципе такого большого количества голосов за правых — успех ультраправых или правых сил на выборах во Франции и Швеции в этом году.
|                                              |            |       |      |                |
| Партия                                       | Голосов    | %     | Мест | Изменение      |
| Братья Италии                                | 7 302 517  | 26,00 | 119  | ▲ 24,7 %, 87   |
| Демократическая партия                       | 5 356 180  | 19,07 | 69   | ▼-0,5 %, −43   |
| Лига                                         | 2 464 005  | 8,77  | 66   | ▼-5,3 %, −59   |
| Движение пяти звёзд                          | 4 333 972  | 15,43 | 52   | ▼-23,0 %, −175 |
| Вперёд, Италия                               | 2 278 217  | 8,11  | 45   | ▼-5,3 %, −59   |
| Действие — Живая Италия                      | 2 186 669  | 7,79  | 21   | Новая партия   |
| Альянс зелёных и левых                       | 1 018 669  | 3,63  | 12   | Новая партия   |
| Мы умеренные                                 | 255 505    | 0,91  | 7    | ▲ 1,1 %, 3     |
| НПЮТ — ТТАП                                  | 117 010    | 0,42  | 3    | ▼1,1 %, −1     |
| Плюс Европа                                  | 793 961    | 2,83  | 2    | ▼0 %, −1       |
| Приверженцы народа                           | 169 165    | 0,60  | 1    | Новая партия   |
| Юг зовёт Север                               | 212 685    | 0,76  | 1    | Новая партия   |
| Долина Аосты                                 |            |       | 1    | ▲ 0,3 %, 1     |
| Ассоциативное движение итальянцев за рубежом |            |       | 1    | ▲ 0,1 %, 0     |
| Общий результат                              | 26 488 555 | 90,23 | 400  | ▼-230          |

|                                              |            |       |      |               |
| Партия                                       | Голосов    | %     | Мест | Изменение     |
| Братья Италии                                | 7 167 136  | 26,01 | 65   | ▲ 26,8 %, 47  |
| Демократическая партия                       | 5 226 732  | 18,96 | 40   | ▼3,2 %, −13   |
| Лига                                         | 2 439 200  | 8,85  | 30   | ▼-3,4 %, −28  |
| Движение пяти звёзд                          | 4 285 894  | 15,55 | 28   | ▼-21,6 %, −84 |
| Вперёд, Италия                               | 2 279 802  | 8,27  | 18   | ▼-9,1 %, −39  |
| Действие — Живая Италия                      | 2 131 310  | 7,73  | 9    | Новая партия  |
| Альянс зелёных и левых                       | 972 316    | 3,53  | 4    | Новая партия  |
| Мы умеренные                                 | 243 409    | 0,88  | 2    | ▼-0,3 %, −2   |
| НПЮТ — ТТАП                                  |            |       | 2    | ▼0 %, −1      |
| Юг зовёт Север                               | 271 549    | 0,99  | 1    | Новая партия  |
| Ассоциативное движение итальянцев за рубежом |            |       | 1    | ▲ 0,2 %, 0    |
| Общий результат                              | 25 017 348 | 86,87 | 200  | ▼-115         |

## Формирование правительства
Победа правых сил позволит сформировать в Италии первое ультраправое правительство с 1945 года. Утверждение премьер-министра ожидается 13 октября, а назначение правительства — не ранее 17 октября после окончания коалиционных переговоров.